# Eccellenza Toscana 2002-2003
Il campionato italiano di calcio di Eccellenza regionale 2002-2003 è stato il dodicesimo organizzato in Italia. Rappresenta il sesto livello del calcio italiano.
Questi sono i gironi organizzati dal comitato regionale della regione Toscana.

## Girone A

### Squadre partecipanti
| Squadra                       | Città                      |
| ----------------------------- | -------------------------- |
| A.C. Alabastri Volterra       | Volterra (PI)              |
| Armando Picchi Calcio         | Livorno (LI)               |
| A.S.D. Camaiore Calcio        | Camaiore (LU)              |
| S.S. Castelfiorentino         | Castelfiorentino (FI)      |
| A.S. Cecina                   | Cecina (LI)                |
| A.C. Cuoiopelli               | Santa Croce sull'Arno (PI) |
| U.S. Forcoli                  | Forcoli (PI)               |
| U.S. Forte dei Marmi          | Forte dei Marmi (LU)       |
| A.C. Montemurlo A.S.D.        | Montemurlo (PO)            |
| Orlando Guasticce             | Collesalvetti (LI)         |
| U.S. Pontedera 1912           | Pontedera (PI)             |
| G.S. P.A. Pontremolese A.S.D. | Pontremoli (MS)            |
| A.C. Quarrata Olimpia         | Quarrata (PT)              |
| S.S. Signa 1914               | Signa (FI)                 |
| Tuttocuoio                    | Ponte a Egola (PI)         |
| Pol. Uzzanese                 | Uzzano (PT)                |

### Classifica finale
|  | Pos. | Squadra            | Pt | G  | V  | N  | P  | GF | GS | DR  |
|  | ---- | ------------------ | -- | -- | -- | -- | -- | -- | -- | --- |
|  | 1.   | Armando Picchi     | 64 | 30 | 19 | 7  | 4  | 46 | 18 | +28 |
|  | 2.   | Pontedera          | 59 | 30 | 17 | 8  | 5  | 35 | 18 | +17 |
|  | 3.   | Forcoli            | 53 | 30 | 16 | 5  | 9  | 40 | 28 | +12 |
|  | 4.   | Jolly Montemurlo   | 48 | 30 | 12 | 12 | 6  | 33 | 25 | +8  |
|  | 5.   | Pontremolese       | 45 | 30 | 12 | 9  | 9  | 35 | 31 | +4  |
|  | 6.   | Cuoiopelli         | 41 | 30 | 10 | 11 | 9  | 29 | 24 | +5  |
|  | 7.   | Uzzanese           | 40 | 30 | 9  | 13 | 8  | 26 | 20 | +6  |
|  | 8.   | Cecina             | 38 | 30 | 10 | 8  | 12 | 33 | 33 | 0   |
|  | 9.   | Forte dei Marmi    | 37 | 30 | 10 | 7  | 13 | 28 | 34 | -6  |
|  | 10.  | Quarrata Olimpia   | 36 | 30 | 7  | 15 | 8  | 26 | 29 | -3  |
|  | 11.  | Tuttocuoio         | 35 | 30 | 9  | 8  | 13 | 24 | 32 | -8  |
|  | 12.  | Labrone            | 34 | 30 | 9  | 7  | 14 | 19 | 27 | -8  |
|  | 13.  | Camaiore           | 30 | 30 | 7  | 9  | 14 | 20 | 33 | -13 |
|  | 14.  | Signa              | 28 | 30 | 6  | 10 | 14 | 24 | 35 | -11 |
|  | 15.  | Alabastri Volterra | 28 | 30 | 5  | 13 | 12 | 17 | 35 | -18 |
|  | 16.  | Castelfiorentino   | 27 | 30 | 5  | 12 | 13 | 22 | 35 | -13 |

### Spareggi

#### Play-out
| Squadra 1          | Totale      | Squadra 2       | Andata | Ritorno |
| ------------------ | ----------- | --------------- | ------ | ------- |
| Alabastri Volterra | 0 - 7       | Orlando Labrone | 0 - 5  | 0 - 2   |
| Signa              | 2 - 2 (gfc) | Camaiore        | 1 - 1  | 1 - 1   |

andata
| ??? 2003 | Alabastri Volterra | 0 – 5 | Orlando Labrone |  |

| ??? 2003 | Signa | 1 – 1 | Camaiore |  |

ritorno
| ??? 2003 | Orlando Labrone | 2 – 0 | Alabastri Volterra |  |

| ??? 2003 | Camaiore | 1 – 1 | Signa |  |

## Girone B

### Squadre partecipanti
| Squadra                        | Città                         |
| ------------------------------ | ----------------------------- |
| A.C. Barberino Mugello         | Barberino di Mugello (FI)     |
| A.C. Calenzano                 | Calenzano (FI)                |
| U.S. Castelnuovese             | Castelnuovo dei Sabbioni (AR) |
| U.S. Castiglionese             | Castiglion Fiorentino (AR)    |
| V.F.D. Colligiana              | Colle di Val d'Elsa (SI)      |
| U.S. Fiesolecaldine            | Fiesole (FI)                  |
| A.S.D. Figline                 | Figline Valdarno (FI)         |
| A.C. Lanciotto Campi           | Campi Bisenzio (FI)           |
| A.C.D. Marino Mercato Subbiano | Subbiano (AR)                 |
| A.C. Monteriggioni A.S.D.      | Monteriggioni (SI)            |
| U.S. Pontassieve               | Pontassieve (FI)              |
| U.S. Rosia                     | Sovicille (SI)                |
| A.C. San Donato                | San Donato in Poggio (FI)     |
| A.C.V. Scandicci A.S.D.        | Scandicci (FI)                |
| A.S. Sestese Calcio            | Sesto Fiorentino (FI)         |
| A.C. Valdema                   | Grassina (FI)                 |

### Classifica finale
|  | Pos. | Squadra                  | Pt | G  | V  | N  | P  | GF | GS | DR  |
|  | ---- | ------------------------ | -- | -- | -- | -- | -- | -- | -- | --- |
|  | 1.   | Athletic Calenzano       | 57 | 30 | 15 | 12 | 3  | 44 | 20 | +24 |
|  | 2.   | Sestese                  | 55 | 30 | 15 | 10 | 5  | 37 | 19 | +18 |
|  | 3.   | Marino Mercato Subbiano  | 54 | 30 | 14 | 12 | 4  | 35 | 19 | +16 |
|  | 4.   | San Donato               | 47 | 30 | 12 | 11 | 7  | 42 | 28 | +14 |
|  | 5.   | Scandicci                | 43 | 30 | 12 | 7  | 11 | 35 | 41 | -6  |
|  | 6.   | FiesoleCaldine           | 42 | 30 | 12 | 6  | 12 | 35 | 37 | -2  |
|  | 7.   | Monteriggioni            | 39 | 30 | 8  | 15 | 7  | 26 | 25 | +1  |
|  | 8.   | Pontassieve              | 38 | 30 | 8  | 14 | 8  | 28 | 32 | -4  |
|  | 9.   | Colligiana               | 38 | 30 | 10 | 8  | 12 | 26 | 30 | -4  |
|  | 10.  | Castelnuovese            | 37 | 30 | 9  | 10 | 11 | 37 | 39 | -2  |
|  | 11.  | Castiglionese            | 37 | 30 | 10 | 7  | 13 | 31 | 39 | -8  |
|  | 12.  | Figline                  | 34 | 30 | 8  | 10 | 12 | 27 | 31 | -4  |
|  | 13.  | Valdema                  | 32 | 30 | 7  | 11 | 12 | 29 | 40 | -11 |
|  | 14.  | Barberino Mugello        | 29 | 30 | 5  | 14 | 11 | 24 | 35 | -11 |
|  | 15.  | Lanciotto Campi Bisenzio | 27 | 30 | 6  | 8  | 15 | 29 | 39 | -10 |
|  | 16.  | Rosia                    | 27 | 30 | 5  | 12 | 13 | 28 | 39 | -11 |

### Spareggi

#### Spareggio salvezza
| ??? 2003 | Lanciotto Campi Bisenzio | 1 – 0 | Rosia |  |

#### Play-out
andata
| ??? 2003 | Lanciotto Campi Bisenzio | 1 – 0 | Figline |  |

| ??? 2003 | Barberino Mugello | 0 – 1 | Valdema |  |

ritorno
| ??? 2003 | Figline | 2 – 1 | Lanciotto Campi Bisenzio |  |

| ??? 2003 | Valdema | 3 – 2 | Barberino Mugello |  |